# Gare de Rion-des-Landes
Gare de Rion-des-Landes – stacja kolejowa w Rion-des-Landes, w departamencie Landy, w regionie Nowa Akwitania, we Francji.
Jest stacją Société nationale des chemins de fer français (SNCF), wyłączoną z ruchu pasażerskiego.